# مفتاح دهشوش
مفتاح دهشوش (1941-2006)، سياسي يمني وشيخ قبلي من أبناء محافظة حجه مديرية الجميمة، وهو شيخ مشائخ محافظة حجه وشيخ مشائخ «قبيلة حجور» الكبيرة (حجور الشام وحجور اليمن وحجور البشلي) والتي تمثل أكثر من 70% من سكان محافظة حجه، كان قائد عسكري ومدير قضاء وامين عام مجلس محلي بالمحافظة لعدد من الفترات أكثر من عشرين عامًا تقريبا.
أسس الموتمر الشعبي العام داخل محافظه حجه وترأسه في أول دورة انتخابية له كان عضو البرلمان اليمني لسنتين أو ثلاث ثم بعد ذلك اعتزل العمل الحكومي والسياسي؛ اشتد عليه مرض الكبد وسافر إلى لندن للعلاج قبيل الانتحابات الرئاسيه (2006م) ولم يعد منها الا منهك القوى ليتم نقله للمستشفى ثم وافته المنية هناك، له عدد من الأولاد أكبرهم الشيخ فهد مفتاح دهشوش رئيس فرع الموتمر الشعبي العام بمحافظة حجة وكذلك الشيخ وافي مفتاح دهشوش.